# Franz Windhager (Maler)
Franz Windhager (* 3. Dezember 1879 in Wien; † 14. Juni 1959 ebenda) war ein österreichischer Maler und Grafiker.

## Leben
Franz Windhager studierte an der Wiener Akademie bei Christian Griepenkerl und Franz Rumpler und dazwischen ab 1900 in an der Akademie in Karlsruhe bei Ludwig Schmid-Reutte. Studienreisen führten ihn durch Deutschland und nach Italien. Er wurde 1909 Mitglied des Wiener Künstlerhauses. Windhager war als Maler und Illustrator (z. B. Grillparzer, Der arme Spielmann, 1913) tätig. 
Während des Ersten Weltkriegs war Windhager als Kriegsmaler am russischen und italienischen Kriegsschauplatz künstlerisch tätig.
In der Nachkriegszeit war Windhager weiterhin in Wien tätig und malte u. a. Gebäudeansichten. Er war auch für seine farbenfrohen Genrebilder bekannt. Er arbeitete auch unter dem Namen Franz Reichar(d)t bzw. Franz Reichardt-Windhager. Bestattet wurde er am Hietzinger Friedhof in Wien.

## Auszeichnungen
- 1913 und 1915 Drasche-Preis
- 1916 Schützen-Jubiläumspreis der Schützengilde des Wiener Künstlerhauses
- 1925 den I.C. Berendsen-Preis